# Nationalisme arabe

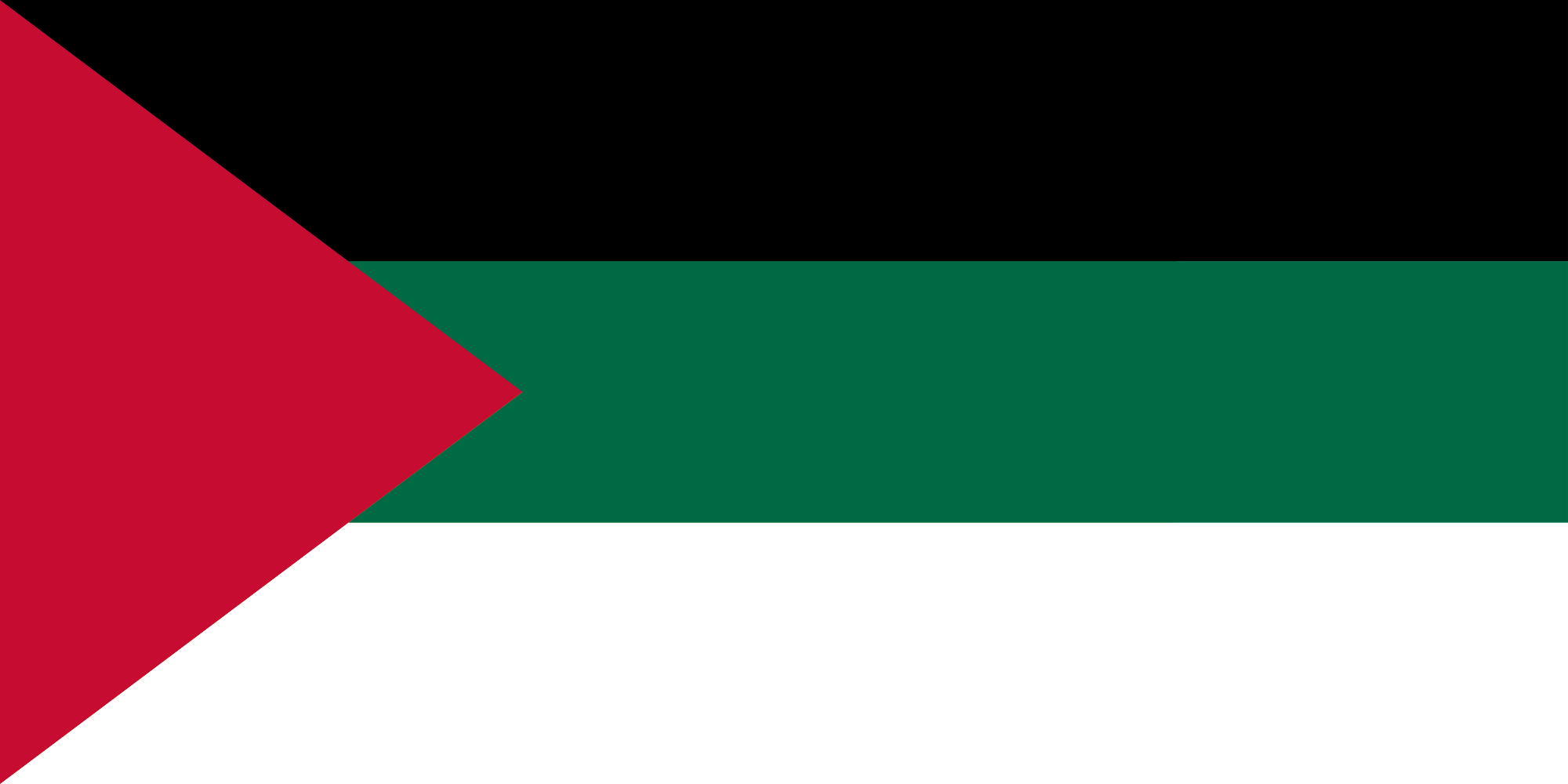
Drapeau du nationalisme arabe. Voir l'article détaillant les couleurs panarabes.

Le nationalisme arabe (en arabe : القومية العربية al-Qawmiyya al-ʿArabiyya) est une idéologie identitaire qui revendique un héritage commun à l’ensemble du monde arabe, selon laquelle tous les Arabes sont unis par une histoire, une culture et une langue communes.   
Ce nationalisme défend la thèse de l'existence d'une seule nation arabe, s'étendant de l'Atlantique au Golfe, elle vise une citoyenneté libératrice des archaïsmes, du sectarisme et de toutes les dépendances. 

Le drapeau de la libération arabe a été créé par le mouvement des officiers libres qui a mené la révolution égyptienne de 1952. Le drapeau est associé au nassérisme, au républicanisme et au panarabisme.

D'abord intellectuel, le nationalisme arabe s'illustrera contre les Ottomans dès la fin du XIXe siècle puis pendant la grande révolte arabe. Il se retournera ensuite contre les Occidentaux accusés d'occuper et de dénaturer les sociétés arabes. Le nationalisme arabe se divise toutefois en une forme laïque incluant les minorités religieuses, et une forme islamique, considérant la religion musulmane comme fondement identitaire de l'arabité.
Le nationalisme arabe donnera naissance au panarabisme, qui en constitue l'application politique concrète en visant l’unification des États arabes. Ce dernier atteindra son zénith après la Seconde Guerre mondiale, dans le cadre de la décolonisation, et de " la lutte des peuples du sud contre l'impérialisme " avant de décliner à partir du milieu des années 1970. Elle aura pour partisans des chefs d’État comme Nasser, Boumédiene, Saddam Hussein, Hafez el-Assad, Yasser Arafat, Habib Bourguiba, Abdelkrim el-Khattabi ainsi que Mouammar Kadhafi à ses débuts.

## Les prémices du nationalisme arabe
Les Turcs conquièrent Bagdad en 1533, le sultan ottoman Selim Ier se proclame calife d'un grand empire regroupant la majeure partie des pays arabes. Les Arabes, qui les siècles précédents avaient atteint leur âge d'or avec les califats omeyyade et abbasside, passent d'un statut de dominant à celui de dominé. L'expédition en Égypte de Bonaparte marque le déclin de l'influence de l'Empire ottoman en Égypte. Bonaparte avait fortement encouragé les Égyptiens à se gouverner eux-mêmes. Sa première proclamation a été écrite en arabe, il y disait :

« Au nom de la République française fondée sur les idées de Liberté et d'Égalité, Bonaparte, commandant en chef des forces françaises, informe toute la population de l'Égypte… Les Mameluks amenés du Caucase et de la Géorgie ont corrompu la région la plus belle du monde. Mais Dieu l’Omnipotent, le Maître de tout l’Univers a fait de leur destruction un impératif. »

Après l'échec de Bonaparte et le départ de l'armée française, l'Empire ottoman reconnaît le rôle de Mehemet Ali et lui accorde le titre de pacha/wahid.
À la fin du XVIIIe siècle, les premières insurrections s’organisent face au régime ottoman. En Arabie, le chef bédouin Mohammed ibn Saoud s'allie avec un prédicateur religieux rigoriste, Abd al-Wahhab et s'oppose frontalement au pouvoir ottoman. D'abord en Arabie, son insurrection se propage en 1808 à Bagdad et Damas qu'il essaye de prendre. Pour empêcher la région de tomber sous la domination des Saoud, les ottomans envoient Mehemet Ali qui lance de 1813 à 1818 une vaste campagne militaire contre les wahhabites. Après de longues années de répression, il parvient à replacer la presque totalité de l'Arabie sous la domination ottomane.
Mais Mehemet Ali, qui a été nommé vice-roi d'Égypte, veut l'autonomie de l'Égypte vis-à-vis d'Istanbul. Sur le plan intérieur, il met en place de vastes réformes, en particulier dans l'armée, la justice, l'administration et l'éducation. Son plan de modernisation de l’État égyptien en font généralement le précurseur du réveil arabe, la Nahda.

### La Nahda

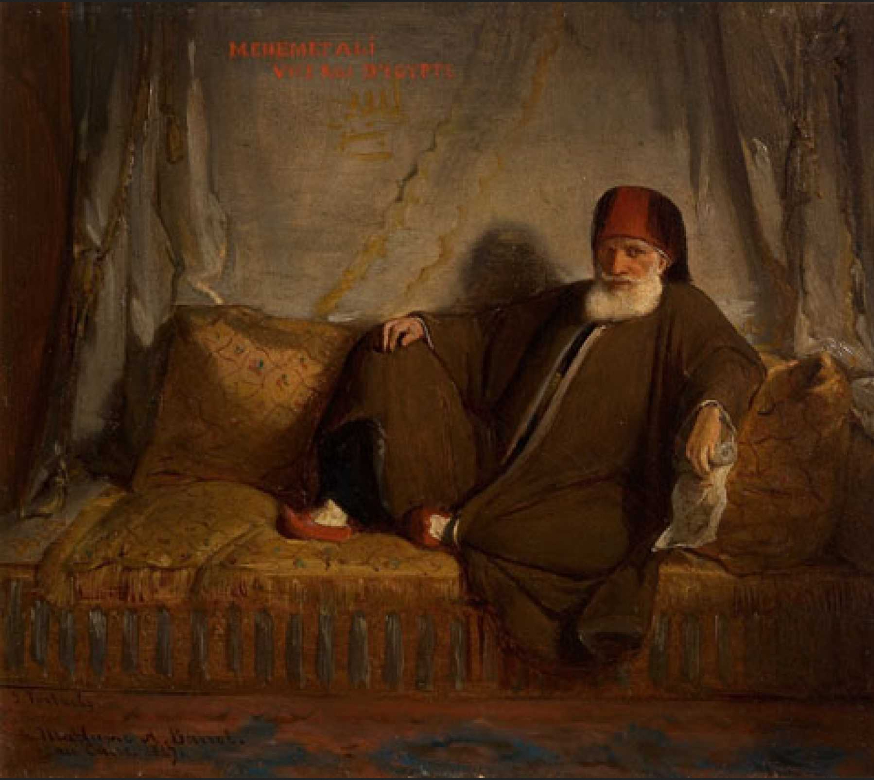
Mehemet Ali par Jean-François Portaels, 1847

Tout au long du XIXe siècle c'est l'ottomanisme, un nationalisme ottoman pluriethnique, multiculturel, multiconfessionnel avec prééminence musulmane qui reste majoritaire dans le monde arabe. Mehemet Ali, pour ses réformes, s'appuie sur une jeune génération d'oulémas réformistes, comme le cheikh Attar et Rifa'a al-Tahtawi. Ces ouléma ne voient pas de contradiction entre l'islam et la modernité et soutiennent donc la plupart des réformes entreprises par Mehemet Ali. Sous les ordres de ce dernier, des matières séculières comme la géographie et l’histoire sont introduites dans l'université al-Azhar. Une nouvelle élite intellectuelle voit le jour, qui comme Rifa'a al-Tahtawi sont formés aux idées européennes. Il apprend les nouvelles disciplines enseignées à Al-Azhar sous la direction de savants français invités en Égypte. Puis, il part pour Paris ou il étudie Montesquieu, Rousseau, Voltaire, Racine et Condillac.
Mehemet Ali et son fils Ibrahim adhèrent pleinement à un projet de nation arabe qui rassemblerait tous les Arabes de l'Égypte à la Mésopotamie. Ils favorisent par ailleurs l'émergence d'une renaissance intellectuelle, sociale et culturelle sans précédent, la Nahda (renaissance), que l'on compare généralement à la renaissance européenne. Dès 1828, avec le développement de l'instruction et la création d'une presse officielle, la langue arabe est défendue par les Égyptiens. Ce militantisme en faveur de la langue arabe, se déplace en Grande Syrie, région qui deviendra le berceau du nationalisme arabe. Certains arabes de cette région dominée par les Ottomans en arrivent progressivement à considérer les Turcs comme indignes de défendre l’islam. Le sentiment de domination par une puissance étrangère provoque le rapprochement des chrétiens et musulmans autour de leur identité arabe. Les intellectuels arabes sont particulièrement prolifiques au Liban et en Syrie. Ils sont musulmans mais aussi chrétiens et juifs, et comptent des personnalités comme Nassif al-Yazigi (1800-1871), rédacteur de l’Encyclopédie arabe, Farès Chidiac, Boutros al-Boustani fondateur du journal Nafir souriya (Appel de la Syrie) et d'une société littéraire et scientifique en 1847, Yaqub Sannu, dramaturge et fondateur du journal Abou Naddara (l'homme aux lunettes), et inventeur de la formule « l'Égypte aux Egyptiens ». Pour Boustani, le plus important c'est la culture et la langue arabe, qui « doit dépasser les clivages confessionnels et doit permettre d'affirmer l'identité arabe ». Il parle dans son journal d'un patriotisme arabe, non sectaire et laïque. Il réclame la séparation de la religion et de l'État, en déclarant que l'« amour de la patrie est foi ». Il s'agit donc d'un nationalisme avant tout culturel et moderniste. Les premiers nationalistes ne revendiquaient pas la création d’un État-nation, mais plutôt l'existence d'une nation arabe culturelle.
Des cheikhs religieux accompagneront cette politique de réforme. L'idée de laïcité a fait une timide apparition sous le règne de Mehemet Ali et sous Ismaïl Pacha, des cheikhs musulmans estiment qu'il faut concilier la modernité et les valeurs fondamentales de l'islam. C'est ce que tente le réformiste Al-Afghani. Le cheikh égyptien Mohammed Abdou souhaite quant à lui une réforme de l'islam similaire à celle que le protestantisme a introduit dans le christianisme. Des auteurs comme Mohammed Rachid Rida, un disciple de Mohammed Abdou, axe sa politique sur un nationalisme arabo-islamique. Il fonde en Égypte la revue Al-Manâr (le phare). Il y affirme que le seul modèle islamique pur est le modèle islamique arabe. Il se déclare partisan d'un contre-califat arabe.
Abd al-Rahman al-Kawakibi partage avec Rida la certitude de la supériorité religieuse des Arabes sur les autres peuples de la communauté islamique. Il milite pour la mise en place d'un calife arabe issu de la famille du prophète siégeant à La Mecque et libéré de la domination ottomane. Il s'agit pour lui de faire renaître le califat omeyyade qui représente avec le califat abbasside et celui andalou l'âge d'or de la civilisation arabo-islamique. Il plaide néanmoins pour le respect de toutes les croyances religieuses et la parfaite égalité de toutes les religions pour préserver l'unité nationale.
C'est dans ce contexte de défiance à l'égard du pouvoir ottoman, qu'un congrès de notables, avec à leur tête l'émir Abdelkader al-Jazaïri se réunit à Damas. En pleine guerre russo-turque de 1877-1878, ils défendent l'idée de l'indépendance du vilayet de Syrie sans remettre en cause l'autorité du Calife sur leur pays. Cependant, la police découvre le complot et met fin à l'expérience. L'arrestation de ces notables ne met pas fin à l'agitation nationaliste. En 1880, des affiches anti-ottomanes font leur apparition sur les murs des villes syriennes. De nombreuses arrestations ont lieu, surtout dans les milieux chrétiens. Dans le même temps, les consuls européens font à leurs gouvernements des rapports détaillés sur les relations qu'entretiennent les Arabes et les Turcs. Ils en arrivent à considérer qu'un soulèvement est possible, ce qui arrivera après l'arrivée des nationalistes Jeunes-Turcs au pouvoir.

### La révolution Jeunes-Turcs et la révolte arabe

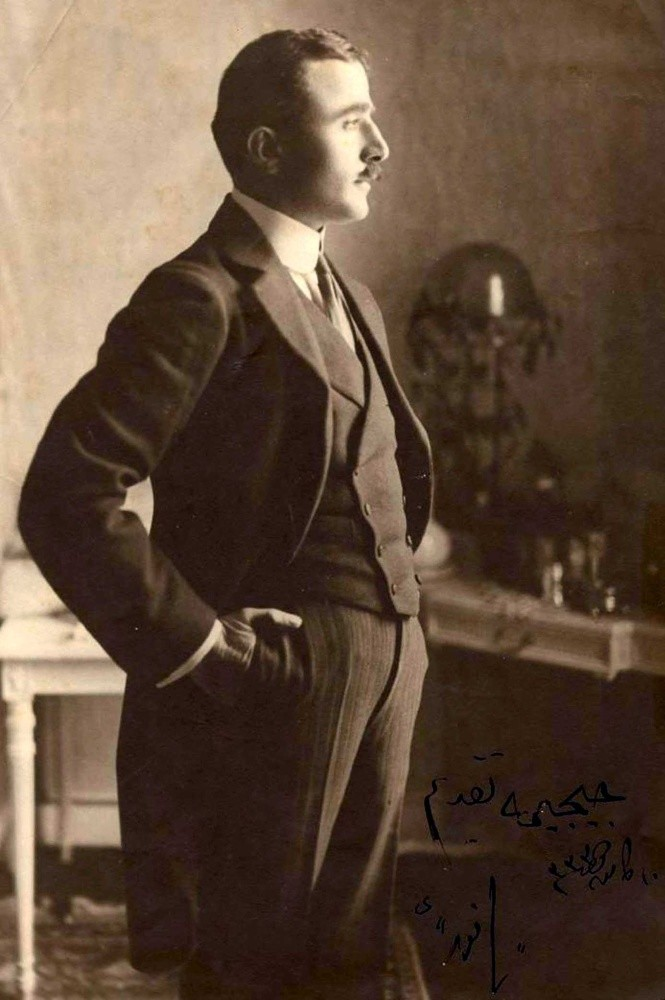
Ismail Enver (Enver Pacha), l'un des chefs de la révolution Jeunes-Turcs

Après la révolution anti-califale Jeunes-Turcs de 1908, qui avait comme premier but d'unifier les peuples turcs (Panturquisme) sous un seul drapeau, le nationalisme religieux - celui de la Oumma islamiya - est peu à peu abandonné au profit d'un nationalisme strictement arabe. Avec l'occupation ottomane de la Palestine, de la Syrie et de l'Irak, des sociétés arabes secrètes se constituent. Ces groupes collent des affiches appelant au réveil arabe, à la fin de la soumission à l'Empire ottoman, puis à l'Empire britannique et à la constitution d'une entité politique arabe unie. Plus le temps passe, et plus les affiches sont nombreuses dans les rues, et plus le ton est ferme. En Irak, au Soudan et en Algérie elles appellent à l'insurrection. C'est la première fois qu'une revendication nationaliste arabe voit le jour, sans faire référence à l'islam et en préconisant un gouvernement non confessionnel sur l'ensemble de la nation arabe. Le nationalisme arabe passe en quelques années du niveau littéraire et culturel à une politisation plus tranchée.

La France est certainement pour quelque chose dans la politisation des demandes arabes. Au tout début du XXe siècle, la capitale des nationalistes devient Paris. C'était dans cette ville que la majorité des Arabes étudiaient. Le courant nationaliste se divise alors en deux camps, le premier pro-occidental, majoritairement composé de Syriens et de Libanais, et le second représenté par des officiers pro-turcs influencés par les Jeunes-Turcs. La plupart de ces officiers étaient irakiens et égyptiens. La France entretenait de bonnes relations avec les nationalistes. En 1904, le francophile Negib Azoury publie son livre (en français) intitulé Le réveil de la nation arabe dans l'Asie turque. Il souhaite un nouvel État détaché de la Turquie qui 
« s'étendra dans les limites de ses frontières naturelles, depuis la vallée du Tigre et de l'Euphrate jusqu'à l'isthme de Suez, et depuis la Méditerranée jusqu'à la mer d'Oman. Il sera gouverné par une monarchie constitutionnelle et libérale d'un sultan arabe. »
 Il évite soigneusement d'intégrer le Maghreb dans son livre pour ne pas se mettre à dos le pouvoir français le soutenant. En 1904, il crée sur le modèle des ligues patriotiques françaises, la Ligue de la patrie arabe, et de 1907 à 1908 il édite un journal mensuel, l’Indépendance arabe. La France soutient alors plus ou moins officiellement les nationalistes.
Dans le même temps beaucoup d'autres Arabes témoignent leur attachement à la nation, comme Ibrahim al-Yazigi qui fait circuler une chanson, « Arabes, libérez-vous. » Des sociétés secrètes arabes se créent sur le modèle Jeunes-Turcs, avec pour objectif de répondre au nationalisme panturc par l'arabisme. Des associations militantes sont créées, comme le club littéraire, al Muntada al Adabi (le Club littéraire) ou l'association « Qahtaniya », fondée en 1909 par deux officiers arabes, un Égyptien, Aziz ali al-Masri et un Irakien, Mahmoud Chawkat. Cette association demandait une double monarchie arabo-turque sur le modèle de l'Autriche-Hongrie. Elle est rapidement dénoncée et dissoute par le régime ottoman. Elle se reconstitue néanmoins en 1913 sous le nom d’Al Ahd (« l'alliance ») ; elle rassemble surtout des officiers irakiens. En 1911 se crée à Paris la Ligue de la jeunesse arabe (« Jam'iyat al arabiya al fatat »). Cette organisation, soutenue par la France réunit des étudiants libanais, palestiniens, syriens et irakiens majoritairement musulmans. Son chef est Abdelkarim Khalil qui figurera au nombre des condamnés à mort de Beyrouth en 1916. Un an plus tard se crée au Caire, le Parti de la décentralisation, (« Lamarkaziyya ») constitué principalement de jeunes Syriens. Ils se battent pour une plus grande autonomie arabe et le respect de la langue arabe. En 1913, des Libanais créent à Beyrouth Jamiiat al Islahia (Société de la réforme). Ces trois organisations convoquent le 17 juin 1913 à Paris le Congrès général arabe. Malgré un sectarisme très fort, les nationalistes prennent part au Congrès non en tant que représentant de leurs communautés religieuses mais en tant qu'Arabes. Le 21 juin les deux cents délégués adoptent une résolution, par laquelle ils demandent des réformes radicales et urgentes dans l'Empire ottoman ; le droit pour les Arabes de l'Empire d'exercer leurs droits politiques en rendant possible leur participation à l'administration centrale, la reconnaissance de la langue arabe comme langue officielle des pays arabes, et ils affirment par ailleurs leur solidarité et leur sympathie pour les demandes des réformistes arméniens ottomans. Les nationalistes sont alors persécutés par les Turcs, ce qui oblige beaucoup de militants à se réfugier en Égypte.
Avec la Première Guerre mondiale qui éclate, le gouvernement nationaliste Jeunes-Turcs ne tolère plus d'opposition. Aziz el-Masri, fondateur d'Al-Ahd est accusé d'intelligence avec l'ennemi et condamné à mort. Le 29 octobre 1914, l'autonomie du mont Liban est supprimée et le Liban est rattaché au vilayet de Damas. Le général ottoman, Jamal Pacha gagne la Syrie avec sa IVe armée pour préparer une offensive contre les forces britanniques installés en Égypte. Dès son arrivée il évoque les liens fraternels unissant Turcs et Arabes, mais sa politique change radicalement avec la défaite de ses troupes. Pour les Turcs, toute manifestation de l'arabisme est un acte de trahison. Les arrestations, les déportations et les exécutions se multiplient. Abdelhamid al-Zahraoui qui était président du premier Congrès arabe a été arrêté avec l'un de ses principaux collaborateurs, Abdelkarim Khalil. Ils sont pendus après un jugement sommaire. Les nationalistes arabes s'éloignent des Turcs et se rapprochent de la France. En 1915 un émissaire spécial d'Al Fatat se rend secrètement à La Mecque pour transmettre au Chérif Hussein un message selon lequel tous les chefs nationalistes, ainsi que la majorité des officiers arabes de l'armée ottomane, sont prêts à passer à l'action si le chef de la dynastie des Hachémites en donne l'ordre.

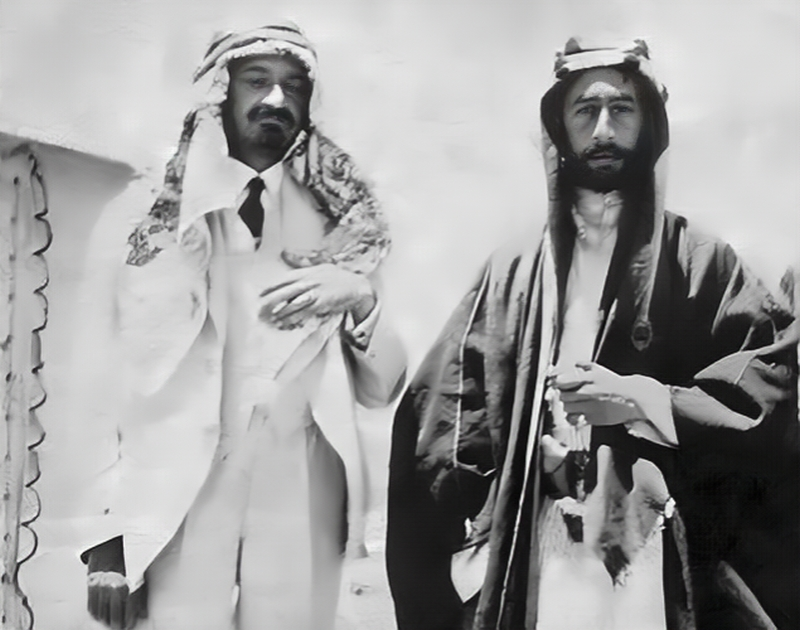
1918. L'émir Fayçal Ier et Chaim Weizmann (à gauche, portant aussi une tenue arabe en signe d'amitié)

Le prince Fayçal se rend à Damas afin de rencontrer des dirigeants nationalistes pour évaluer les chances d'un soulèvement arabe contre l'occupant ottoman. Ils comprennent vite que si les Arabes ne s'engagent pas rapidement dans la guerre, en cas de victoire sur les Turcs, les Français et les Britanniques se partageront l'Empire ottoman sans pour autant tenir compte de la volonté des peuples qui le composent.
Un texte spécifiant les conditions pour lesquelles les Arabes pourraient entrer en guerre aux côtés des alliés est rédigé. Le texte fixe pour la seconde fois les limites du nouveau territoire arabe. Pour ne pas s'attirer l'hostilité des Français et des Britanniques, l'Égypte et le Maghreb ne font pas partie de ce nouveau territoire. Les Britanniques et les Français acceptent, et promettent l'indépendance aux Arabes s'ils gagnent la guerre. Le 6 mai 1916 des chefs nationalistes sont arrêtés à Beyrouth et à Damas, mais le chérif Hussein prévient qu'en cas d'exécution, les Arabes soutiendront les alliés. Ce sont dix-sept musulmans et quatre chrétiens, membres du Mouvement de la conscience nouvelle qui sont exécutés, à Beyrouth et à Damas. Se trouvaient parmi-eux Saïd Akl, Abdelwahab al-Inglizi et Youssef el-Ham. Leur mort radicalise l'opinion publique et convainc le chérif Hussein de l'utilité de lancer une révolte contre les Turcs. En parallèle et malgré leur alliance avec les européens, les chefs nationalistes connaissaient les vues qu'avaient Anglais et Français sur le Moyen-Orient. Ils avaient également pris connaissance de certaines tractations sionistes pour l'établissement d'un État juif en Palestine. Assad Dagher, l'un des témoins de l'évènement explique,

« En 1916 nous n'avions pas les moyens de faire face avec succès à la situation qui nous était imposée. Il nous aurait fallu avoir des amis acquis à notre cause et convaincus de nos droits. Mais dans notre lutte contre les Turcs, seuls les alliés se rangèrent à nos côtés. Nous savions parfaitement quelles étaient leurs visées sur notre pays. Mais face au danger turc qui nous guettait, qui nous menaçait de mort et d'extermination, nous n'avions pas le choix. Nous avions à opter pour le moindre mal, entre une mort inéluctable et une lutte longue et âpre pour une vie digne et libre. »

Avec le soutien des Britanniques et des Français, la grande révolte arabe éclate en 1916 Sati al Housri décrit en ces termes la révolte :

« Déclenchée à La Mecque et conduite par l'émir Hussein, la révolte ne fut pas hidjazienne, mais arabe au sens propre du terme. Elle avait pour but l'indépendance de toutes les provinces arabes et la création d'un État arabe unifié qui conduirait la nation dans la voie d'une authentique renaissance. »

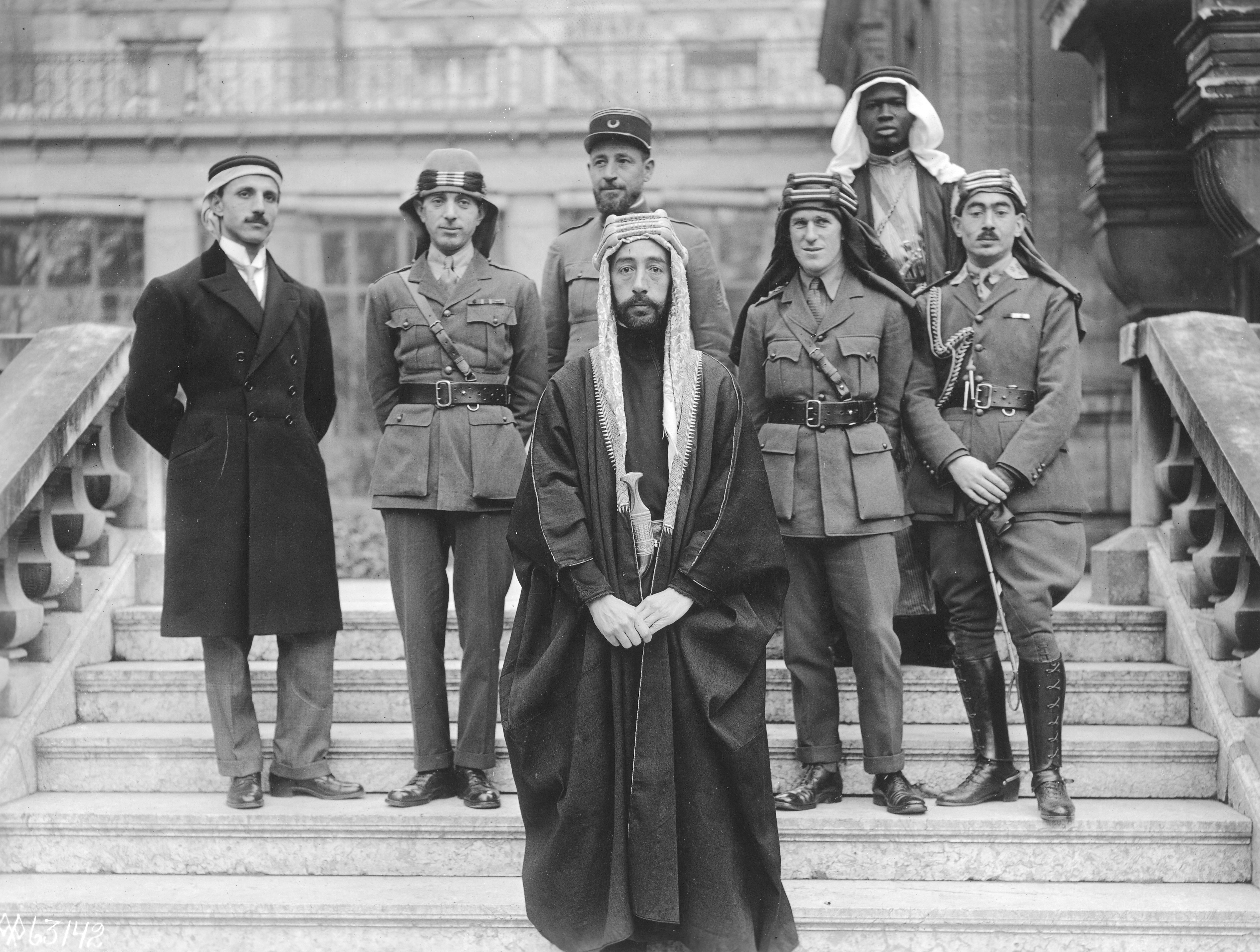
Le prince Fayçal à Versailles durant la conférence de paix de Paris

Sous la révolte arabe d'Hussein, le panarabisme et le panislamisme se donnent la main, laissant de côté les positions séculières d'Housri. L'Empire ottoman a été défait et les forces rebelles de Fayçal ibn Hussein, avec l'aide de Lawrence d'Arabie, entrent triomphalement à Damas en 1918. Cette victoire a un goût amer, les Britanniques et les Français ne respecteront pas l'accord qu'ils ont pris, et se partageront le territoire après la conclusion de l'accord Sykes-Picot. Par ailleurs, les Britanniques encouragent secrètement les revendications sionistes en Palestine (Déclaration Balfour). Finalement, cet accord franco-britannique sur le sort du Proche-Orient auront un impact considérable sur l'avenir de ces pays, jusqu'à aujourd'hui.

### Les conséquences de l’accord Sykes-Picot

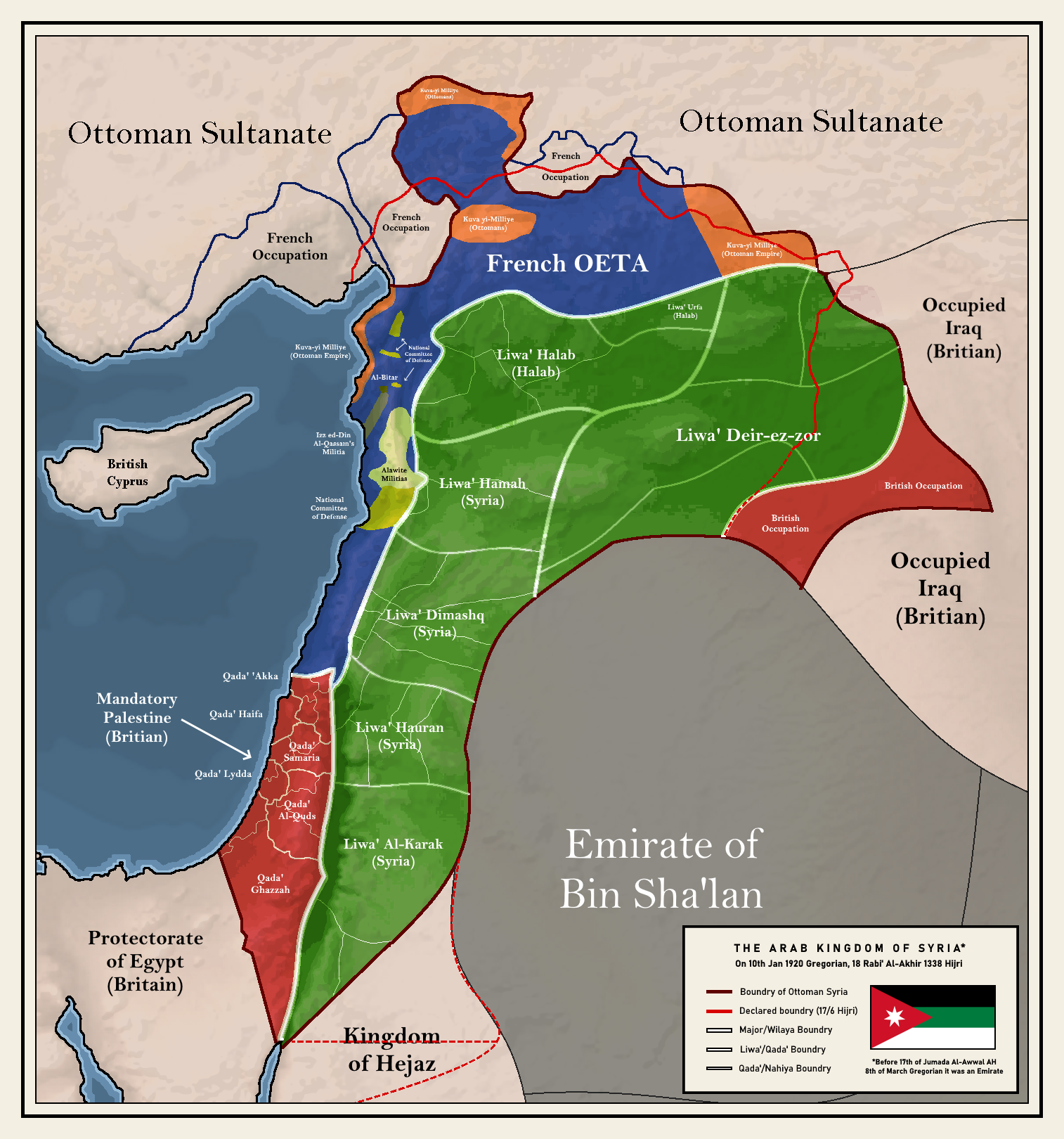
Carte du découpage du Moyen-Orient suivant les accords Sykes-Picot

Le traité est signé à la suite de la guerre perdue par les Ottomans. Les Britanniques et les Français signent cet accord secret en 1916 avec la bénédiction de la Russie impériale. L'accord stipule que les forces coloniales se partagent les territoires arabes « libérés », c'est ainsi que les Britanniques et les Français s'installent au Proche-Orient. Le chérif Hussein a attendu en vain, jusqu'en 1920 que le Royaume-Uni et la France tiennent leurs promesses. Mais la France et le Royaume-Uni ne tiennent pas compte des demandes arabes, et tracent les frontières du futur Irak, de la nouvelle Syrie, du Liban, de la Jordanie, du Koweït etc. Dans le même temps, des émeutes éclatent à Jérusalem et à Jaffa contre les implantations sionistes. En Irak, une rébellion éclate contre l'occupant britannique. Elle est écrasée dans le sang, les Britanniques n'hésiteront pas à utiliser des armes chimiques contre la population civile. Après cette révolte, le Royaume-Uni accorde en 1921 le trône du pays au roi Fayçal. Prenant soin de placer des hommes de confiance dans sa cour, l'Irak restera placé pendant de longues années sous domination du Royaume-Uni. Dans le monde arabe, le mécontentement grandit, en particulier après le plan britannique visant à diviser encore plus ces pays nouvellement créés, en créant des États à nature confessionnelle (des États alaouites, druzes, maronite, chiite, etc.).
Avec la création des nouveaux États arabes, un patriotisme local naît alors, en Tunisie, le parti Destour est créé, le Bloc national en Syrie, la Fraternité nationale en Irak, le Wafd en Égypte, l'étoile nord-africaine en Algérie et le comité d'action marocain (futur Istiqlal) au Maroc. Mais ces partis ne rejettent pas le nationalisme arabe pour autant.
Les difficultés pratiques d'union ne découragèrent pas les tendances unitaires. Les nationalistes évoquèrent l'exemple de l'Italie et de l'Allemagne qui réussirent à créer une unité nationale, malgré les prévisions et les hostilités extérieures. Un message est alors vite véhiculé, « la Nation de l'avenir est la Nation arabe ». Un Congrès général musulman se réunit à Genève en 1935, qui affirme sa volonté d'unité arabe, la grande presse égyptienne porta jusqu'à Fès et Alger les idéaux d'union arabe, sur le plan national, intellectuel, social et politique.
Pour l'émir Chekib Arslan, la création de ces nouveaux États est un bienfait. Car pour lui, le monde arabe, du Golfe persique à l'Atlantique réalisa plus tôt son unité de foi et de culture, ainsi que la solidarité de ses intérêts face à l'Europe. C'est dans ces conditions particulières, que les nationalistes deviennent germanophiles, anti-anglais et anti-français. Les soldats arabes faisant partie de l'armée ottomane et formés par des officiers allemands ont subi l'influence de ce nationalisme militariste allemand. Les nationalistes reprennent des idées allemandes nées lors des guerres napoléoniennes, ces idées sont empreintes d'un fort romantisme et d'une haine envers la France et contre tout ce qui est français.
C'est Sati al-Housri qui pose les bases de ce nationalisme, romantique et germanophile. Influencé par Ibn-Khaldoun, il pensait que la seule éducation qui ait un sens est l’éducation à l'échelle nationale et c'est dans ce sens qu'il a accepté la charge de ministre de l'éducation nationale au Yémen.

## Le nationalisme arabe après 1945
Avant 1945, le projet des nationalistes arabes reste de façon générale relativement flou. Les nationalistes peinent en effet à présenter un projet économique, à aborder les questions d'ordre social et, surtout, à identifier une stratégie visant à réunifier le monde arabe. Il manque à la fois un contenu humain et un contenu philosophique. L'idée nationaliste arabe n'est de plus pas soutenue par de grands chefs d'État pour la concrétiser.
Après 1945 en revanche, le socialisme est au cœur d’un certain nombre de discours anti-impérialistes et nationalistes. L'historien Georges Corm souligne que le socialisme apparaît aussi comme « une recette pour sortir le monde arabe de son sous-développement ». Outre la question de la justice sociale, le socialisme est considéré comme un vecteur de modernisation économique. Les nationalistes inventent ainsi l'expression « socialisme arabe ». Bien qu'il se distingue du communisme, notamment dans son rapport à la religion, il en partage aussi certaines caractéristiques telles qu'une méfiance plus ou moins prononcée à l'égard de la féodalité, du tribalisme ou encore du patriarcat.
On peut cependant citer Nasser, dont les idéaux et l'ambition font émerger une nouvelle génération de nationalistes arabes : le Marocain Ben Barka, les Algériens Ben Bella et Houari Boumédiène, le Tunisien Salah Ben Youssef, l’Irakien Ahmad Hasan al-Bakr, les Palestiniens Yasser Arafat et Georges Habache, le chef druze du Liban Kamal Joumblatt et le prince saoudien Talal.
De manière générale, après la Seconde Guerre mondiale le monde arabe suit une inspiration politique arabiste plutôt qu'islamiste.

## Michel Aflaq et le parti Baath
Fondateur du parti Baath, l'un des principaux partis panarabes, Michel Aflak comprend en venant étudier en France, que le nationalisme arabe doit dépasser le simple cadre sentimental pour reposer sur des bases solides, et envisager tous les champs : la politique, l'économie, la culture et les problèmes sociaux. Aflaq porte un grand intérêt aux idéologues européens, mais contrairement à d'autres idéologues arabes il refuse de transposer le modèle nationaliste européen dans le monde arabe. Pour lui, la politique est une science qui s'applique à un corps social bien précis. Selon lui, chaque nation doit trouver sa propre voie idéologique et son propre modèle politique et social. En 1935, il explique dans l'hebdomadaire At Taliya (l'avant garde),

« Nous ne demandons pas l'indépendance pour nous isoler des autres peuples, ni pour élever un mur entre la civilisation moderne et nous. Nous ne demandons pas la liberté pour vivre dans le chaos comme des nomades ou pour revenir à l'obscurantisme. Nous demandons l'indépendance et la liberté parce que c'est juste, que c'est notre droit et que c'est le moyen qui nous permettra d'épanouir nos talents et notre créativité afin que s'installe sur cette terre qui est la nôtre l'humanisme intégral. Nous demandons l'indépendance pour nous donner la possibilité d'être présents dans l'Histoire et apporter notre contribution. »

Il lie la cause indépendantiste des pays arabes à une perspective civilisationnelle. Il explique que la restauration de la souveraineté arabe est indissociable de la restauration de la dignité de l'homme arabe. Pour lui, les arabes forment un seul peuple, une seule nation qui se caractérise principalement par la langue, la culture et une histoire commune.
Pour véhiculer ses idées et toucher un large public, il crée le quotidien Al Baas qui sort le 3 juillet 1946. Le journal porte le slogan « Unité, Liberté, Socialisme » (Wihda, Hurriyah, Ishtirrakiyah) devenu depuis la devise du parti. Il s'agit de la devise inventée par Arzouzi, s'inspirant du philosophe allemand Fichte, « Nation arabe une, porteuse d'une mission éternelle ». Après l'indépendance de la Syrie, dans un éditorial spécial Aflaq proclame le combat pour l'unité arabe, « Il faut maintenant créer les conditions de la grande révolution arabe du vingtième siècle qui permettra aux Arabes de réintégrer l'histoire ». Il proclame officiellement le nom du nouveau Baath, (Hizb al ba'ath al arabi). Le congrès fondateur a lieu du 4 au 7 avril 1947, en l'absence d'Arzouzi, cependant des hommes qu'il a formés réussissent à imposer une orientation socialiste au programme du parti. Michel Aflaq y prononce le discours d'ouverture,

« Notre objectif est clair et il ne souffre aucune ambiguïté : une seule nation arabe, de l'Atlantique au Golfe. Les Arabes forment une seule nation ayant le droit imprescriptible de vivre dans un État libre. Les moyens de la résurrection sont les suivants : l'unité, la liberté, le socialisme. »

La Charte du parti précise dans son article numéro 7,

« La patrie des Arabes est le territoire qu'habite la nation arabe et qui se situe entre les montagnes du Taurus et de Bastakwey, le golfe de Basra, la mer d'Arabie, les montagnes d'Éthiopie, le Sahara, l'Atlantique et la Méditerranée. »

Drapeau du parti Baath

La charte du parti est adoptée le 7 avril 1947, et Michel Aflaq devient le secrétaire général du parti. À sa tête, il se retrouve confronté à l'organisation du parti qui favorise les divergences. Il existe des branches du parti en Syrie, en Jordanie, en Irak, au Liban, en Arabie saoudite, au Yémen, puis en Libye et en Tunisie. Le Baath a deux branches, la première est la direction nationale panarabe dirigé par Michel Aflaq et ses camarades depuis la Syrie. La deuxième est celles des directions régionales, c'est-à-dire à l'échelle de chaque pays. La direction régionale soutient les intérêts de son propre pays, contrariant ainsi les décisions de la direction panarabe. Malgré les problèmes de gouvernance, Aflaq n'oublie pas l'un de ses premiers objectifs qui est de façonner une élite préparant les conditions d'un bouleversement profond (inquilâb). Pour lui, le nationaliste arabe se convertit à la nation arabe par un bouleversement du cœur. C'est pour lui un véritable acte de foi. Les idéologues baasistes voient avant tout la nation arabe comme une réalité culturelle. La culture c'est pour eux, l'ensemble de l'héritage culturel arabe, c'est-à-dire la langue et l'histoire. Pour Arzouzi, la culture arabe est la culture humaine primordiale grâce à sa langue. Pour lui, la nation se définit avant tout par la culture. La nation arabe est ainsi une terre habitée par des hommes se reconnaissant liés par la langue et l'histoire arabes. L'arabité n'est ici pas un concept ethnique ou racial. L'article 10 de la Constitution du parti précise, « Est Arabe quiconque dont la langue est l'arabe et vit sur le sol arabe ou aspire à y vivre, et est convaincu de son appartenance à la nation arabe ». Pour les minorités, le Baath préconise de les intégrer. Le socialisme arabe devant régler les divisions communautaires, chez les chrétiens du Moyen et du Proche-Orient comme chez les Kurdes d'Irak ou les Berbères d'Afrique du Nord.

### Islam
Le nationalisme arabe baathiste, tout en étant profondément marqué par une volonté de modernisation et de laïcisation politique, reconnaît néanmoins l’islam comme un élément fondamental de l’identité culturelle et historique arabe. Cette position trouve son expression la plus claire dans la pensée de Michel Aflaq, l’un des fondateurs du parti Baath et figure majeure du panarabisme.
Contrairement au modèle kémaliste turc, qui prône une sécularisation radicale de la société et de l’État comme condition sine qua non de la modernité, Aflaq défend l’idée que l’islam ne peut être dissocié de l’« arabisme », car il constitue une part essentielle de la civilisation arabe. Il souligne notamment que l'islam est une religion révélée en terre arabe, à un prophète arabe en langue arabe, c'est donc une partie fondamentale du patrimoine commun de l'identité arabe. 
Dans ses écrits et discours, Aflaq réaffirme à plusieurs reprises cette alliance entre arabisme et islam, tout en précisant que cette relation ne doit pas conduire à un nationalisme religieux. Ainsi, En 1940, il explique qu'« Arabisme et islam ne sont pas antagonistes et ils ne peuvent pas l'être puisqu'ils sont tous deux de même nature ». En 1943, lors de l'anniversaire de la naissance de Mahomet, il organise une « commémoration du Prophète arabe » où il affirme que « L'arabisme est le corps dont l'âme est l'islam ». Aflaq pense que le nationalisme arabe doit intégrer l'islam dans un projet national progressiste. Dans son discours À la mémoire du prophète arabe, il explique,

« L'islam a été la pulsion vitale qui a révélé aux Arabes les potentialités et les forces latentes qui résidaient en eux. Il les a projetés sur la scène de l'Histoire. L'islam est la meilleure expression du désir d'éternité et d'universalité de la nation arabe. Il est arabe dans sa réalité et universel dans ses idéaux. »

Pour lui, l'expérience prophétique est propre aux Arabes puisque tous les prophètes furent d'après lui Arabes. Il affirme également, « Un jour viendra où les nationalistes arabes seront les seuls à défendre les vraies valeurs de l'islam ».
Cette conception permet d’intégrer l’islam dans un cadre nationaliste progressiste. Michel Aflaq envisage l’islam comme un socle éthique et culturel, source de valeurs universelles telles que la justice, la solidarité et la liberté, qui doivent inspirer la construction de la nation arabe moderne. Il ne s’agit pas pour lui d’un retour à un État religieux, mais d’une reconnaissance que l’identité arabe est indissociable de son héritage religieux et culturel. 
Cette distinction est essentielle pour comprendre le projet baathiste : un État laïque, où la religion est une affaire privée, tout en valorisant l’islam comme une composante indéniable de la personnalité arabe. Ce modèle s’oppose tant aux nationalismes laïques occidentaux qui ignorent la dimension religieuse, qu’aux islamismes politiques qui revendiquent un ordre politique fondé exclusivement sur la loi religieuse.
Michel Aflaq souligne ainsi la nécessité de construire un nationalisme arabe qui reconnaisse la place historique et spirituelle de l’islam tout en défendant un État démocratique, pluraliste et moderne. Il écrit dans son discours « À la mémoire du prophète arabe » :

« Nous, Arabes, devons apprendre à conjuguer notre héritage religieux avec les exigences du progrès et de la liberté. L’islam n’est pas un obstacle à la modernité, mais la source même de notre identité profonde et de notre capacité à avancer. »

Malgré son attachement à l'Islam, Aflaq, ne veut pas d'un État religieux. L'État doit être indépendant de la religion, ce qui n'exclut pas un État correspondant à l'éthique musulmane. En effet, le laïcisme prôné par le Baath, est un laïcisme fortement imprégné de l'islam. Ce système s'inspire de l'islam et de la jurisprudence islamique à sa source. 

## Nasser, le renouveau nationaliste

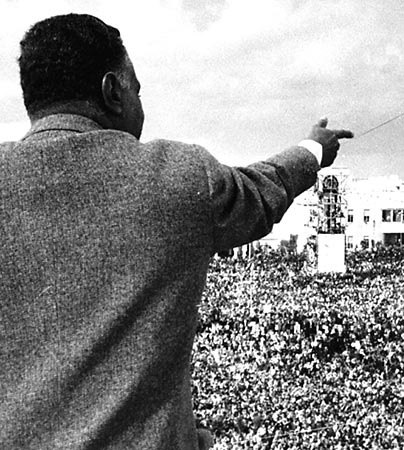
Discours de Nasser à Homs, Syrie, 1961

Nasser devient très vite le héraut du nationalisme arabe, de l'Atlantique au Golfe sa popularité est au zénith. Dans son livre Philosophie de la révolution écrit en 1953 sous la forme d'un entretien, il explique que la nation arabe doit être unifiée sous la direction d'un seul État qui a pour mission de l'engager dans la voie de la révolution sociale. Les objectifs prioritaires (qui sont également celles du parti Baath) sont donc,

« La liberté, le socialisme et l'unité :
- Par liberté, on entend celle de la patrie et du citoyen.
- Le socialisme est un moyen et une fin, c'est la prospérité et la justice.
- La voie vers l'unité consiste à mobiliser les masses populaires pour ramener à l'ordre naturel des choses une même et unique nation arabe. »

Mais toutes les actions de Nasser – nationalisation du canal de Suez, construction du grand barrage d'Assouan, les réformes sociales et agraire et ses coups d'éclat sur la scène internationale – sont répercutés par une action de propagande d'envergure, notamment grâce à la radio La voix des Arabes. À l'aide de sa popularité grandissante, il tente de prendre la tête de la Ligue arabe, pour y imposer ses vues.
Sur le plan des idées, Nasser a contrairement aux baasistes un message moins intellectuel, qui est directement compréhensible par les citoyens. Il partage les mêmes idées que Michel Aflaq en particulier sur la laïcité, car dans un pays ou 15 % de la population est de confession chrétienne, il voyait le nationalisme comme un moyen de réunifier les différentes communautés religieuses égyptiennes et arabes. Il explique « musulmans et chrétiens sont les fils de la même nation. La religion est pour Dieu, la patrie appartient à tous ces citoyens ». Il souhaite voir l'émergence d'un islam populaire revivifié et non plus clérical et coupé du peuple. C’est sous cet argument qu'il réforme l’université Al-Azhar en 1961. À l'instar de Michel Aflaq, il insiste sur l'aspect progressiste de l’islam, c'est ainsi qu'il n'hésite pas à affirmer que « l'islam est la première expérience socialiste dans le monde ». Il répète que la nation arabe est fière de sa civilisation musulmane et qu'il ne considère pas l'islam comme un obstacle au développement. Il adopte alors une vision islamique de l'Égypte qui n'entre pas en contradiction avec une séparation de la religion et de l’État. Son discours, proche du Baath, lui vaut le soutien des militants baathistes syriens. Ceux-ci, par peur d'un coup d’État communiste dans le pays proposent la création d'une fédération entre la Syrie et l’Égypte. Faite dans la précipitation, la République arabe unie ne vivra que quelques années et portera un coup à l'idée d'unité arabe.

### République arabe unie

Drapeau de la fédération

Face à l'axe hachémite (Jordanie et Irak) pro-américain, les Syriens se prononcent pour l'unité entre l'Égypte et leur pays. En 1955 un premier traité d'alliance militaire est signé entre la Syrie et l'Égypte. Aflaq estime que la fusion entre les deux pays doit se faire car les tensions intérieures dues à la guerre froide sont de plus en plus fortes. Aflaq arrive à convaincre Nasser des modalités de la fusion des deux pays lors d'un déjeuner au Caire. Le 1er février 1958, l'État égyptien et l'État syrien fusionnent pour créer une fédération, la République arabe unie. Le soir même de la conclusion de l'union, Aflaq déclarait à la presse que Nasser avait désormais auprès de lui une idéologie politique fiable, la sienne. Aflaq s'était engagé à dissoudre le Baath syrien, ce qu'il fait, et il comptait alors diffuser ses idées dans le parti unique nassérien, l'Union nationale. Le 22 février un référendum porte Nasser au pouvoir. À la suite de la fusion, des manifestations de joie éclatent dans beaucoup de pays arabes, mais aussi des émeutes en Irak, où les Irakiens demandaient la fin du pacte de Bagdad et la démission de Noury Said. Le 14 juillet le gouvernement de Noury Said est renversé. Au Yémen du sud une révolte unioniste éclate, mais elle est réprimée dans le sang par les forces britanniques. Cette révolte oppose les républicains soutenus par Nasser, et la dynastie yéménite soutenue par son voisin saoudien. Au Liban une intervention des forces américaines permet d'éviter une insurrection unioniste.
Cependant, la joie laisse vite place au pessimisme, Nasser éclipse peu à peu le parti Baath qui s'est volontairement désorganisé sous l'ordre d'Aflaq en tant que force politique. Quant à la bureaucratie égyptienne, elle étouffe par sa présence l'administration syrienne qui se sent rapidement annexée. La Syrie est alors envahie d'officiers et de bureaucrates égyptiens, la plupart du temps corrompus et incapables.
Ces différents problèmes poussent les baathistes à s'interroger sur les intentions de Nasser. Par une circulaire interne le Baath se demande s'il agit vraiment pour l'intérêt panarabe.

« Abdel-Nasser est-il une émanation de la cause arabe ? Un militant populiste qui a commencé sa lutte avec le peuple en sorte que l'on puisse espérer qu'il respectera la valeur de la lutte populaire ? (…) Est-il né dans l'atmosphère de l'Idée arabe, en sorte que l'on puisse espérer de lui une compréhension profonde de l'unité panarabe ? »

Le Baath connaît alors ses premières scissions, encouragées par cela par les déclarations maladroites de Nasser qui traite le parti Baath de parti « fasciste et athée ». À la suite d'une crise économique, les dirigeants du parti décident de ne plus apporter leur soutien à cette République qu'ils jugent désastreuse. Les ministres baasistes démissionnent en novembre 1959 et la direction du parti se retire à Beyrouth. Le 28 février 1961 un coup d'État militaire a lieu en Syrie, par un militaire conservateur, Haydar al-Kouzbari. Ce coup d'État conduit à la rupture définitive entre l'Égypte et la Syrie. Ce qui entraîne en 1962, l'expulsion d'Hourani du parti, à cause de ses critiques acerbes contre le régime nassérien, et qui entraîne par la même occasion la fragilisation du Baath syrien. Pour les baasistes l'échec de la RAU est dû à trois choses,
- La première raison réside dans le fait que l'Égypte voulait fédérer le monde arabe autour d'elle-même, alors qu'elle n'en avait pas les moyens économiques et financiers. Elle voulait imposer son hégémonie dans la région par la voie du panarabisme. Elle était donc incapable de faire naître chez les Arabes un espoir de changement.
- La deuxième raison est d'ordre institutionnel. Nasser a imposé à la Syrie une bureaucratie autoritaire, et un régime sous parti unique, l'Union nationale, un parti créé en toute hâte pour la création de la RAU. Les baasistes expliquent qu'un véritable parti politique proche du peuple aurait dû exister pour expliquer tous les changements politiques aux syriens. Aflaq et Hourani dénonçaient dès 1956 le caractère autoritaire de la nouvelle Constitution égyptienne qui « empêche la participation réelle du peuple. »
- La troisième raison est que l'Égypte n'est ni une puissance diplomatique, ni une puissance militaire.

À Damas, le régime de Kouzbari tente de mettre fin par tous les moyens au nationalisme arabe ; c'est ainsi qu'il prête son aide au dirigeant des Frères musulmans syrien, Moustapha al Sibaï et le parti communiste syrien. Le Baath sort de la clandestinité après un coup d'État contre Kouzbari. À la surprise générale, Nasser ne riposte pas à ce coup d'État. Il est préoccupé par la situation au Yémen, et se retrouve directement confronté à un autre géant de la région, l'Arabie saoudite.

### Révolution au Yémen et crise du nassérisme
Influencé par Nasser et par le mouvement des officiers libres, des officiers militaires yéménites renversent la monarchie et proclament en 1961 la République arabe du Yémen. Cette situation provoque une guerre civile entre d'un côté les monarchistes, soutenus par l'Arabie saoudite et la Jordanie et les républicains soutenus par l'Égypte de Nasser. Nasser s'engage personnellement dans le conflit en armant les rebelles républicains et en faisant intervenir dans le pays 70 000 hommes. Au Yémen, les Égyptiens s'enlisent et malgré l'utilisation d'armes chimiques, les républicains n'arrivent pas à prendre l'avantage. De plus, les républicains supportaient mal l'attitude hégémonique qu'avait prise le président égyptien. Nasser est pris au piège et il entre en conflit avec l'Arabie saoudite. En 1965, l'Égypte et l'Arabie saoudite trouvent un accord et mettent fin au conflit. Mais les Égyptiens ne quittent le Yémen qu'à la défaite de la guerre des Six Jours en 1967.
Cette nouvelle défaite marque le déclin de Nasser. L’Égypte est ruinée, son armée qui avait coûté très cher a été à moitié anéantie. De plus, le Sinaï est occupé par l'armée israélienne, quant au canal de Suez, vital pour l'économie égyptienne, il est à portée de canon de Tsahal. Nasser se retrouve donc contraint de demander l'aide financière et politique de ses anciens adversaires, les monarchies du Golfe. Avec cette aide, il met ses velléités de leadership de côté, entraînant le déclin du nassérisme, qui influençait à l'étranger un grand nombre de partis arabes. On peut citer par exemple le Mouvement nationaliste arabe, une organisation socialiste, nationaliste et panarabe fondée par Georges Habache, Constantin Zureik, Hani el-Hindi et Wadie Haddad, qui s'éloigne du nassérisme et fonde un nouveau mouvement, le Front populaire de libération de la Palestine. Mais le nassérisme continue néanmoins d'influencer le Baath jordanien et irakien, ce qui lui vaudra son exclusion de la direction panarabe par le Baath syrien farouchement anti-nassérien.
Nasser est également à l'origine de la modération des organisations palestiniennes au Liban et en Jordanie à partir de 1968. Ces relations seront tendues avec les autres pays arabes. Il refuse de reconnaître les nouveaux dirigeants syriens, il maintient une hostilité déclarée avec le régime irakien, rompt toute relation avec la Jordanie et s'engage dans une escalade verbale avec l'Arabie saoudite.
Nasser meurt en novembre 1970, cinq millions de personnes assistent à ses funérailles. Un serment est prononcé sur son tombeau,

« Serment par Gamal, le plus chéri des hommes, le libérateur des travailleurs, le chef de la lutte ! Serment sacré, inébranlable. Par Dieu et par la patrie, nous jurons que la voie de ta lutte sera notre voie (…) Nous jurons de travailler à la puissance et à l'unité de la nation arabe. »

Il laisse comme héritage aux Égyptiens un État autoritaire de parti unique, gouverné par l'institution militaire. L'Égypte a continué de s'appeler République arabe unie jusqu'en 1971 bien après la mort de Nasser. Sa mort entraîne une série de changements dans la région. L’Égypte de Sadate abandonne le panarabisme au profit d'un nationalisme égyptien plus accommodant pour les puissances occidentales et les monarchies du Golfe. Le vide laissé par l’Égypte pousse une nouvelle génération de nationalistes à s'emparer du pouvoir. En Syrie et en Irak, les partis Baath deviennent les instruments de ces nouveaux dirigeants, parti unique et totalitaire, ils se vident de leur substance.

## Le Baath en Irak et en Syrie

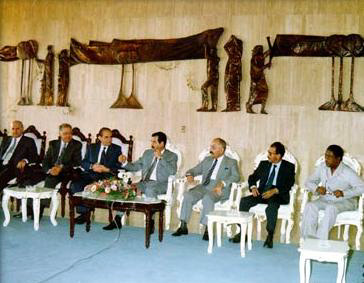
Saddam Hussein présidant une réunion du Parti Baath

Après la fin de la République arabe unie, le Baath devient un parti clandestin à Damas et à Bagdad, il est fortement réprimé par le général Kassem. Celui-ci, pro-communiste souhaite s'éloigner de l’Égypte et refuse l'union proposée par ce dernier. Ce refus lui permet de recevoir le soutien des soviétiques. Il espère ainsi pouvoir concurrencer la révolution de Nasser, et attirer la Syrie hors du giron égyptien. Cependant, et malgré la répression touchant les militants nationalistes, la révolution du 8 février 1963 éclate, aboutissant à la pendaison du général et des hommes clefs du régime. À Damas, la problématique est différente, l'histoire est moins violente, et le Baath accède de nouveau au pouvoir sans faire couler le sang. Maintenant que le Baath est au pouvoir à la fois en Syrie et en Irak, on commence à parler d'une fusion de ces deux pays avec l'Égypte. L'union ne se matérialise pas, en 1963, le général nassérien, Abdel Salam Aref renverse les baassistes irakiens aboutissant à une cristallisation des tensions avec la Syrie. En 1966, le désormais petit parti Baath syrien accède à la tête de l'État grâce au soutien de l'armée, le parti est alors constitué essentiellement de jeunes paysans, souvent alaouites ou druzes engagée dans l'armée. Trois ans plus tard, en février 1966, des militaires du parti dirigés par un général prosoviétique, Salah Jedid renversent la direction du parti. Celui-ci abandonne le panarabisme au profit d'un nationalisme syrien lui permettant de se dégager des problématiques régionales. Les deux fondateurs du parti, Michel Aflaq et Salah al-Din al-Bitar sont contraints à l'exil. Hafez el-Assad un militaire du clan alaouite, réputée plus modéré envers Israël renverse l'aile gauchisante du parti en leur imputant l'échec de la guerre des Six Jours. Assad accède au pouvoir en 1970 et mène la « révolution corrective », le parti retrouve ainsi son agenda panarabe. Assad se sert du parti comme d'un instrument pour son pouvoir. Le parti garde le même emblème, les mêmes slogans révolutionnaires panarabes, mais avec la fuite des dirigeants fondateurs du parti, l'organisation devient une coquille vide. Le Baath est au service d'un régime présidentiel, autoritaire de parti unique dominé par les militaires et par le clan alaouite. Le président y est protégé par les Brigades de défense essentiellement composées de militaires alaouites et dirigés par son frère, Rifaat el-Assad. Par ailleurs, lors de la révolte d'Hama en 1980-1982, les affrontements entre les forces armées et les opposants politiques au régime d'Assad (frères musulmans syriens, nationalistes arabes et parti de gauche syrien) ont fait plus de 15 000 morts. Elias Farah, l'un des principaux doctrinaires du parti Baath affirme,

« Il est faux de parler de deux branches opposées du parti Baath. Il n'y a pas deux groupes "frères ennemis", il n'y a pas de divergence entre deux tendances : il y a d'un côté le Baath avec ses fondateurs historiques, Michel Aflaq et Salah al-Din al-Bitar, ses cadres, ses militants sincères et l'autre côté une clique militaire qui a trahi et usurpé le titre de baasiste car elle a eu besoin de se donner un semblant de légitimité. L'expérience poursuivie en Syrie depuis les coups d'État de 1966 et 1970, n'a rien à voir de près ou de loin avec le Baath. Nous rejetons catégoriquement toute assimilation. »

En Irak, le parti Baath se forme à la fin des années 1940 dans la clandestinité sous le régime de l'homme-lige du Royaume-Uni, Noury Saïd. Les premiers dirigeants du Baath irakien sont Sami Chaouket, Taha al-Rachid, Jafar Kassem al-Hammoudi, Fouad al-Rikabi et Fakhri Kadoumi. Ils seront rejoints par un officier charismatique, Ahmed Hassan al-Bakr. Le parti prend la tête des manifestations contre le Pacte de Bagdad, et joue un rôle déterminant dans la révolution du 14 juillet 1958. Noury Saïd est chassé du pouvoir, et le procommuniste Kassem accède à la présidence et réprime durement les baasistes. Un vaste réseau secret est alors constitué, ils arrivent à prendre le pouvoir après la révolution panarabe de février 1963. Mais ils sont rapidement écartés par le nassérien Aref. Une large amertume et un découragement général touche le Baath. Deux hommes, Hassen al-Bakr et Saddam Hussein reconstituent alors le parti. Le Baath est dirigé par un Commandement national (al kinda al qaoumiy'ah) qui est interarabe. Le Commandement est administré par Michel Aflaq et est composé de quinze membres. Un Commandement régional (al kinda al katriy'ah) est implanté dans chaque pays, en Syrie (un Baath opposé au régime d'Hafez el-Assad), au Liban, en Jordanie, dans les deux Yémen, en Tunisie, en Algérie, en Arabie saoudite, Bahreïn et l'émirat du Koweït. La plupart de ces sections agissent clandestinement. Le Baath possède également une branche palestinienne membre de l'OLP, le Front de libération arabe.
Le parti est organisé hiérarchiquement, à la base il y a la cellule (al halaka) qui comprend six militants environ, il y a ensuite le groupe (al firka) qui rassemble de trois à sept cellules, puis il y a la section (al chou'ba) qui est constituée de deux à cinq groupes. Et il y a enfin, au sommet, la branche (al fari) qui est formée d'au moins deux sections. Cette répartition permet une présence très active dans le pays, aussi bien dans la rue que dans les usines et syndicats. Elle favorise le secret, les militants des différentes cellules ne se connaissent pas entre eux, ce qui favorise grandement la sécurité de l'organisation. Les seuls membres qui peuvent accéder aux postes de responsabilité du parti sont les membres ayant fait leurs preuves. Le parti crée dès 1963 une milice, la garde nationale. Cette milice est autonome, intégrée à l'armée en 1968, elle deviendra par la suite la garde républicaine. Malgré son caractère laïc, le parti se constitue essentiellement autour de critères sectaires. Le parti est composé de sunnites issus de Tikrit, la ville d'origine de Saddam Hussein. Les sunnites représentent une minorité religieuse en Irak (25 %), ainsi comme en Syrie, le Baath irakien s'appuie sur une partie de la communauté nationale pour gouverner. Malgré son caractère exclusif pour les chiites représentants la majorité de la population, le Baath accède au pouvoir le 17 juillet 1968. À la tête du pays, le gouvernement baathiste lance un vaste plan de modernisation qui est la grande priorité. Des plans de développement économique, social, industriel et technologique sont lancés. L'Irak est considéré comme la Prusse du monde arabe, c'est celle qui permettra l'unification des arabes autour d'elle.
Sur le plan intérieur, l'Irak est gouvernée par un parti unique, le Baath qui est comme en Syrie, dirigé par des militaires. Il existe dans le pays quelques partis politiques tolérés mais qui ne doivent pas critiquer le gouvernement, et qui sont interdits dans certaines professions, en particulier dans l'éducation et dans l'armée. Sous Saddam, les syndicats sont sous le contrôle de l'État, la police politique musèle l'opposition, et certains opposants sont tués sans procès. À partir de 1972, jusqu'en 1978, Bagdad crée un Front national progressiste, qui regroupe des partis communistes et le parti démocrate kurde. En 1978, l'Irak organise le sommet des chefs d'État de la ligue arabe, qui condamne la signature des accords de Camp David par le président égyptien, Anouar el-Sadate. Les ministres de la ligue arabe se réunissent en 1979 à Bagdad pour décider des sanctions diplomatiques et économiques à infliger à l'Égypte. L'Irak, contrairement à ses voisins arabes, demande que les sanctions économiques ne touchent pas le peuple égyptien, et présentent surtout un aspect symbolique. La même année, l'Irak intervient avec succès dans la guerre qui fait rage entre les deux Yémen, et intervient au Liban pour rétablir la paix. En 1980, une Assemblée nationale est élue, mais selon une loi électorale, 75 % des candidats doivent obligatoirement être baasistes. Le 8 février 1980 Saddam Hussein devenu entre-temps président de la république irakienne affirme,

« Les Arabes doivent relever le double défi de l'unité et de la modernité. Ce défi, ils doivent le relever d'une façon réaliste et cesser de rêver. Le fait accompli de la division de notre nation arabe n'est pas satisfaisant, mais il existe et nous devons bien en tenir compte. Bien sûr, l'objectif suprême, historique, est de voir un jour la réunification de tous les Arabes sous un même drapeau. C'est l'idéal à atteindre, celui qui doit conduire nos efforts. Mais pour lui donner une chance d'être réalisé, nous devons créer les conditions d'une meilleure coopération, d'une part, et nous renforcer sur la scène internationale, d'autre part. Nous devons bannir les mauvais coups entre nous, renforcer nos capacités communes, réfléchir sur les conditions d'un marché commun dynamique et d'une meilleure répartition des richesses. C'est par la solidarité et le développement que nous créerons les conditions de l'unité. »

Il propose une sorte de traité de Rome, une démarche qui consiste à réunifier le monde arabe via le fédéralisme. Ce projet interpelle de nombreux dirigeants de pays arabes, quatorze d'entre eux apportent leur soutien à ce projet, jamais l'unité n'avait réalisé un tel consensus à ce niveau. Saddam Hussein est alors convaincu que les facteurs qui conduisent les nations européennes à renforcer leurs liens sont beaucoup moins importants que les liens existant entre les arabes sur le plan de la langue, de la culture, de l'histoire… L'objectif est alors de créer un bloc arabe si soudé que le monde ne pourrait plus l'ignorer. Sur le plan intérieur, le Baath continue son expansion, l'idéologie civique nationaliste est établie dans tout l'Irak, dans les écoles, les universités, les arts, la fonction publique, la presse, les mosquées, et les syndicats.
Le nationalisme arabe devient de plus en plus important chaque jour, même les chefs d'État les plus traditionnellement sceptiques face au nationalisme décident de faire un pas vers l'unité. Habib Bourguiba par exemple accepte l'installation de la Ligue arabe à Tunis, le roi du Maroc, Hassan II, devient président du Comité Al-Quds qui est chargé de traiter les questions de Jérusalem. Entre 1979 et 1980, l'Irak baasiste a pratiquement obtenu ce qu'elle voulait, elle est devenue le chef de file du monde arabe, elle est en train de prendre la tête du mouvement des non-alignés, et est devenu proche de nombreux États occidentaux, dont la France. Le développement de l'Irak a par ailleurs été incontestable. La politique de modernisation du parti a porté ses fruits. L'Irak s'industrialise rapidement et devient l'un des pays arabes où le niveau de vie est le plus élevé, avec comme résultat l’émergence d’une véritable classe moyenne. Le gouvernement irakien lance la « Campagne nationale pour l'éradication de l'illettrisme » un plan ambitieux visant à lutter contre l'analphabétisme. L'école devient gratuite, obligatoire et séculière pour les garçons et les filles. L'Unicef reconnaît que l'Irak a pratiquement éradiqué l'illettrisme et aura poussé la scolarisation des irakiens à un niveau encore inédit au Moyen-Orient. En 1985, l'Unesco remet un trophée à l'Irak pour l'effort d'alphabétisation dont avait fait preuve le gouvernement à l'égard des filles. Par ailleurs, l'enseignement supérieur s'est considérablement développé entraînant la naissance d'une élite intellectuelle et scientifique irakienne. La presse, l'édition et le monde du spectacle se sont considérablement développés.

« Le système éducatif en Irak avant 1991 était l’un des plus performants dans la région, avec un taux brut de scolarisation proche de 100 % dans l’enseignement primaire et un niveau élevé d’alphabétisation pour les deux sexes. L’enseignement supérieur était de qualité, particulièrement dans les établissements d’enseignement scientifique et technologique, et le corps enseignant compétent et motivé. »

Le système de santé irakien devient l'un des plus modernes et efficace de tout le monde arabe ; les services publics ne sont pas en reste, car le recrutement se fait dorénavant sur le mérite. L'Irak dépendant grandement du pétrole, Saddam tenta de diversifier l'économie en menant un plan d'industrialisation. L'Irak devient donc le premier État arabe à avoir utilisé sa rente pétrolière pour procéder à son industrialisation. Il entreprend la construction de routes, de grands axes autoroutiers et des bâtiments ainsi que le développement d'industries. Il lance une révolution énergétique, amenant l'électrification de presque toutes les villes d'Irak (même les villes se situant dans les campagnes ou difficiles d'accès). Avant les années 1970, l'Irak était un pays largement rural ; à la suite des différentes réformes, l'urbanisation s'étend. Saddam redistribue les terres aux paysans, qui étaient auparavant dans les mains d'une minorité de personnes. Il lance une réforme agraire devant permettre aux fermiers de maximiser le profit de leur exploitation. L'agriculture est donc mécanisée, et les paysans ne sachant pas utiliser les nouvelles machines sont formés par le gouvernement. Cette réforme qui avait pour but de mettre fin au féodalisme, permet en 1980 à l'Irak de devenir le seul pays arabe en passe d'atteindre l'autosuffisance alimentaire.
En 1979, la révolution islamique a lieu en Iran, en mars 1980 l'ayatollah Khomeini préconise un soulèvement des irakiens chiites. Ces appels se répètent, et l'Iran revendique par la suite le sud de l'Irak, Bahreïn, le territoire du Koweït et le nord-est de l'Arabie saoudite. La guerre Iran-Irak éclate le 22 septembre 1980, Saddam Hussein propose le 28 septembre des pourparlers avec l'Iran sur la base des résolutions des Nations unies, mais l'Iran refuse. L'Iran reçoit l'aide de nombreux pays occidentaux, dont Israël par lequel le général Sharon annonce à Paris que son pays fournirait des armes et des conseillers militaires à la république islamique, et par les États-Unis qui mettent sur pied en 1984 un plan de livraison d'armes à l'Iran (Irangate). De son côté la France réaffirme son soutien à l'Irak par la voix du ministre des affaires étrangères de François Mitterrand, Claude Cheysson,

« La révolution iranienne est particulièrement inquiétante : toute la région du Proche-Orient peut être entraînée dans une déstabilisation conduite par le régime de Khomeiny et un conflit généralisé. Face au supposé expansionnisme fanatique de l'Iran qui vise à s'étendre dans le monde musulman, la France soutient l'Irak. Elle soutient du même coup toute la nation arabe qui est menacée par la déferlante de l'intégrisme. »

Le monde arabe de son côté choisit massivement l'Irak à l'exception du régime de Damas, de quelques milices chiites libanaises et dans une moindre mesure par l'Algérie. Les chiites irakiens dans leur grande majorité ne suivent pas l'Iran, et choisissent l'Irak. Les Frères musulmans quant à eux soutiennent également l'Irak, en particulier les frères musulmans syriens qui en 1984, affirment par la voix d'Adnan Saadeddine que,

« Les frères musulmans de Syrie sont solidaires du nationalisme arabe. Ils sont résolument du côté du peuple irakien frère. Nos conceptions sont à l'opposé de ce qui se réalise en Iran ou le pouvoir est une sinistre caricature de la religion musulmane. »

La guerre Iran-Irak prend fin le 18 juillet 1988, l'Irak considère la fin de cette guerre comme une victoire. Cependant, le pays se retrouve face à une dette colossale, et le seul moyen pour elle de rembourser cette dette est de faire augmenter les prix du brut et d'investir des milliards de dollars dans le pays afin de relancer l'économie nationale. Saddam Hussein propose également que l'augmentation du prix du brut soit, en partie, consacrée à aider les États arabes les plus pauvres par l'intermédiaire d'un fonds de répartition. Cette proposition est saluée par les citoyens des pays arabes, mais elle est immédiatement rejetée par les émirs du Golfe. Saddam comptait sur les monarchies du Golfe qu'il estimait avoir protégé de l'Iran pour rembourser ses dettes. En juillet 1990, il accuse publiquement certains dirigeants du Golfe de nuire à l'Irak en faisant baisser volontairement le prix du brut. Le 2 août 1990, l'Irak envahit le Koweït en quelques heures. Face à cette crise, le monde arabe est divisé, le conseil ministériel de la Ligue arabe condamne l'invasion du Koweït, mais quatre membres de la ligue ont voté contre cette condamnation. Fort du soutien des Nations unies, les États-Unis se lancent, avec une coalition internationale, dans une guerre contre l'Irak. Après la défaite irakienne, les forces nationalistes sont affaiblies ; l'Irak ne jouera plus aucun rôle d'envergure jusqu'à aujourd'hui.

## Nationalisme au Maghreb

Drapeau de la République arabe islamique, parfois associé au nationalisme maghrébin.

L'unité arabe fait son entrée au Maghreb par les livres, les journaux et les étudiants ayant fait leurs études en Égypte ou en Syrie ou leur pèlerinage à La Mecque. Des délégués maghrébins, dont le célèbre Messali Hadj ont pris part au Congrès de Jérusalem (décembre 1931), de Genève (septembre 1935) et du Caire (octobre 1938).
Certains chefs nationalistes maghrébins sont formés ou influencés par l'émir Druze Chékib Arslan. L'émir entre très tôt en contact avec le cheikh tunisien Salah Chérif et le notable marocain de Tétouan, El-Hadj Abdessalam Ben Nouna. Il influence également Mohamed Bach Hamba, petit frère d'Ali Bach Hamba qui est l'un des fondateurs, en 1907, du mouvement des Jeunes Tunisiens. L'émir Arslan établit également des relations avec les chefs de plusieurs partis indépendantistes : le Destour, l'Étoile nord-africaine de Messali Hadj et le parti de l'Action marocaine. Au Maroc, Chékib Arslan est le porte-voix de la campagne lancée contre le dahir berbère avec son journal : « La Nation arabe ». Il est aussi à l'origine du « pacte arabe » voté au Congrès de Jérusalem en 1931. Ce pacte devient l'inspirateur et le guide de certains chefs de partis nationalistes du Maghreb. Arslan devient alors « l'artisan de la transformation du panislamisme maghrébin en un nationalisme arabe à tendance islamique ».
Le nationalisme arabe a influencé de manière différente les partis politiques maghrébins. Il y eut au Maroc l'Union nationale des forces populaires (UNFP), un parti politique nassérien fondé par Mehdi Ben Barka en 1959. En Algérie, le FLN se constitue pour la lutte d'indépendance de l'Algérie, le mouvement regroupant un large échiquier politique même s'il est dominé par des nationalistes algériens panarabes comme Ahmed Ben Bella et Houari Boumédiène. En Tunisie, le Destour fondé par le cheikh Abdelaziz Thâalbi a une ligne idéologique résolument panarabe. Salah Ben Youssef, membre du Néo-Destour mené par Habib Bourguiba, ce dernier plus nationaliste tunisien que panarabe, voit en Gamal Abdel Nasser le leader incontestable du monde arabe. Le différend entre les deux hommes se fait en faveur de Bourguiba, Ben Youssef étant exclu du Néo-Destour avant d'être assassiné à Francfort en 1961.
En Algérie, dès 1949, durant la crise dite « berbériste », le panarabisme de Messali Hadj est contesté par la frange qui visait à intégrer la dimension amazighe dans le mouvement nationaliste algérien (MTLD). Le 14 avril 1962, Ben Bella, dans un de ses premiers discours en tant que président, déclare : « Nous sommes arabes. Nous sommes arabes. Nous sommes arabes ! ». Les prénoms berbères furent interdits parce qu'ils avaient une « consonance étrangère », Ben Bella fit fondre l'unique alphabet berbère entreposé à l'Imprimerie nationale. Plus tard, le président Boumedienne confisquera (en 1976) le Fichier berbère qui contenait un ensemble de publications sur des recherches écrites en alphabet latin. Au début des années quatre-vingt, des Algériens furent emprisonnés pour avoir organisé des cours d'enseignement du berbère à l'Université d'Alger ou parce qu'on aurait trouvé en leur possession un alphabet berbère. La politique panarabe de Boumedienne est largement contestée dans les milieux berbérophone (Printemps berbère) et francophone, notamment à la suite des différentes politiques d'arabisation qui consistent à promouvoir l'arabe classique au détriment du français dans l’enseignement et l'administration publique ainsi que le rejet des langues parlées : arabe algérien et berbère, considérées comme des « dialectes ». Après l’ouverture démocratique de 1988, un assouplissement vis-à-vis de la langue berbère va être opéré par la création du Haut Commissariat à l'Amazighité en 1995, la Constitution de 1996 mentionne l’amazighité comme une des « composantes fondamentales » de l’identité algérienne avec « l’islam et l’arabité », et en 2002, une modification de la Constitution adopte le tamazight comme « langue nationale ». En 2016, une modification de la constitution adopte le tamazight comme une langue officielle[réf. nécessaire],,.

## Nationalisme palestinien
La plupart des organisations palestiniennes sont nationalistes arabes. L'organisation de libération de la Palestine (OLP) a été créé en 1964 sous l'impulsion de Nasser. Le but de l'organisation est alors de mettre fin à l'État d'Israël et d'intégrer la Palestine à la nation arabe. Le Fatah de Yasser Arafat, principal parti de l'OLP, le FPLP de Georges Habache, et le FDLP de Nayef Hawatmeh soutiennent ce projet. Cependant, ces mouvements prennent leur distance avec les États arabes qu'ils accusent de manipulation envers le peuple palestinien. Les mouvements nationaux palestiniens cherchent à tout prix à être indépendant vis-à-vis des puissances arabes. Pour Naji Alloush, un haut responsable du Fatah, c'est le peuple arabe tout entier qui lutte en Palestine, et pas seulement le peuple palestinien. Il affirme également que les bases militaires de la guérilla palestinienne (les fedayin) en pays arabes ne sont pas des bases extérieures.

« Toute la nation arabe est mobilisée, et les armées arabes régulières doivent se préparer à une guerre complète, dont la résistance palestinienne n'est que l'un des aspects. Il faut même préparer toute la population arabe à une guerre populaire généralisée : la lutte palestinienne, locale certes, aura une « existence panarabe », et « la Palestine sera le chemin de l'unité arabe ». »

C'est ainsi que pour le Fatah, le futur État palestinien fera partie intégrante de la « nation arabe fédérée ». À la gauche du Fatah, on retrouve le Front populaire de libération de la Palestine (FPLP) qui est issu du Mouvement nationaliste arabe (MNA) de Georges Habache. Le MNA était une organisation principalement palestinienne, nationaliste arabe, socialiste et révolutionnaire. Cette organisation était fortement inspirée par le nassérisme et par les théories marxiste-léniniste. Le mouvement possédait des branches dans beaucoup de pays du Moyen-Orient. Après la guerre des Six Jours, le nassérisme perd son prestige dans le monde arabe, ce qui entraîne la fin du MNA qui deviendra quelques années plus tard le FPLP. Le FPLP a globalement le même objectif que le MNA, mais c'est néanmoins un parti nettement plus à gauche. Le FPLP souhaite une Palestine égalitaire pour juifs et arabes, intégré à la nation arabe. Car pour le mouvement, le nationalisme arabe représente une inspiration et une fin fondamentales. Toujours à gauche, on retrouve un autre parti, le Front démocratique pour la libération de la Palestine (FDLP) issu du MNA. Organisation marxiste et nationaliste elle rejette néanmoins le terme de nationalisme que Nayef Hawatmeh compare à du chauvinisme. Le parti souhaite une nation palestinienne dans une nation arabe fédérale ou confédérale. Nayef Hawatmeh voit les États arabes comme responsables de ce qui se passe en Palestine, il accuse par ailleurs ces États de contribuer à la division de la nation arabe.

## Arabisme et islamisme
Dans le passé, de nombreux chef religieux musulmans soutenaient le panarabisme, c'était par exemple le cas de Rachid Rida et de Kawakibi. Ils insistaient tous deux sur la place prééminente qu'ont les arabes dans le monde musulman, en n'hésitant pas à affirmer que les meilleurs musulmans sont les arabes, et que face au califat ottoman, un contre-califat arabe doit être créé. À partir de la fin des années quatre-vingt, des rencontres sont organisées entre arabistes et islamistes. Beaucoup d'hommes politiques et d'intellectuels soutiennent une alliance entre le nationalisme arabe et l'islamisme. En 1989, un colloque sur l'unité arabe confédérale voulait jeter les ponts entre les deux courants, panarabe et islamique. Souhaitant un État arabe uni et fédéral, les membres de ce colloque pensaient que la laïcité et l'application de la charia pourraient s'accorder en douceur, si le laïcisme autoritaire des États arabes était abandonné. Ainsi, les lois seraient en accord avec les principes islamiques, mais elles ne s'appliqueraient pas aux minorités confessionnelles. L'accent islamique domina dans ce colloque, les islamistes y étaient représentés par les Frères musulmans et par les membres du parti tunisien, Ennahdha. La première guerre du golfe a rapproché les nationalistes et les islamistes, en particulier en janvier 1991 en Algérie, ou le leader islamiste Ali Benhadj a appelé les algériens à combattre les coalisés en Irak.
Hassan al-Tourabi, l'ancien leader des Frères musulmans soudanais prêche un panarabisme islamique en symbiose militante avec tous les mouvements islamistes du monde arabe, mais aussi non arabe. Sa synthèse du nationalisme arabe et de l'islamisme influença les mouvements islamistes, il établit alors un nationalisme arabe révolutionnaire et islamique. Pour Tourabi, le nationalisme arabe est « révolutionnaire islamique. » Il explique encore que « l’unité arabe est le fondement de l’unité islamique. » Hassan Nasrallah, le secrétaire général du parti chiite Hezbollah, et le Hamas ont participé au Congrès nationaliste arabe pour rapprocher le point de vue des islamistes et des nationalistes. Le Hamas reprend sur des nombreux points le discours nationaliste arabe. En Arabie saoudite, les relations sont ambigües entre l'islam wahhabite et le nationalisme arabe. Il existe deux courants de pensée chez les wahhabites saoudiens, le premier qui considère le nationalisme arabe comme un concurrent à l'idéologie wahhabite, le deuxième qui pense au contraire que la vocation de l’Arabie saoudite est de servir d’exemple à la fois aux autres sociétés arabes et à l’ensemble du monde musulman. Ainsi les manuels d'instruction religieuse développent des thèses panarabes semblables à la Syrie et à l'Irak baathiste. Les religieux saoudiens reconnaissent l'existence d'une nation arabe « naturelle » centrée sur l'islam et sur la langue arabe.

## Penseurs nationalistes arabes
- Mohammed Rachid Rida
- Chekib Arslan
- Sati al Housri
- Amin al-Rihani
- Abd al-Rahman al-Kawakibi
- Michel Aflaq
- Salah al-Din al-Bitar
- Gamal Abdel Nasser
- Zaki al Arzouzi
- Georges Habache
- Constantin Zureik